# Nagurus nanus
Nagurus nanus är en kräftdjursart som först beskrevs av Gustav Budde-Lund1908.  Nagurus nanus ingår i släktet Nagurus och familjen Trachelipodidae. Inga underarter finns listade i Catalogue of Life.